# Cicindela senilis
Cicindela senilis är en skalbaggsart som beskrevs av G. Horn 1866. Cicindela senilis ingår i släktet Cicindela och familjen jordlöpare. Inga underarter finns listade i Catalogue of Life.